# العلاقات التونسية الطاجيكستانية
العلاقات التونسية الطاجيكستانية هي العلاقات الثنائية التي تجمع بين تونس وطاجيكستان.

## مقارنة بين البلدين
هذه مقارنة عامة ومرجعية للدولتين:
| وجه المقارنة                                              | تونس                                       | طاجيكستان                          |
| --------------------------------------------------------- | ------------------------------------------ | ---------------------------------- |
| المساحة (كم2)                                             | 163.61 ألف                                 | 143.10 ألف                         |
| عدد السكان (نسمة)                                         | 11.53 مليون                                | 8.92 مليون                         |
| الكثافة السكانية (ن./كم²)                                 | 70.47                                      | 62.33                              |
| العاصمة                                                   | تونس                                       | دوشنبه                             |
| اللغة الرسمية                                             | اللغة العربية                              | اللغة الطاجيكية                    |
| العملة                                                    | دينار تونسي                                | ساماني طاجيكي، الروبل الطاجيكستاني |
| الناتج المحلي الإجمالي (بليون دولار)                      | 40.26 مليار                                | 7.15 مليار                         |
| الناتج المحلي الإجمالي (تعادل القوة الشرائية) بليون دولار | 129.05 مليار                               | 24.03 مليار                        |
| الناتج المحلي الإجمالي الاسمي للفرد دولار أمريكي          | 3.87 ألف                                   | 925                                |
| الناتج المحلي الإجمالي للفرد دولار أمريكي                 | 11.44 ألف                                  | 2.69 ألف                           |
| مؤشر التنمية البشرية                                      | 0.721                                      | 0.624                              |
| رمز المكالمات الدولي                                      | +216                                       | +992                               |
| رمز الإنترنت                                              | .tn                                        | .tj                                |
| المنطقة الزمنية                                           | ت ع م+01:00، توقيت وسط أوروبا، ت ع م+02:00 | ت ع م+05:00                        |

## مدن متوأمة
في ما يلي قائمة باتفاقيات التوأمة بين مدن تونسية وطاجيكستانية:
- ترتبط المنستير مع دوشنبه باتفاقية توأمة منذ 2012.

## منظمات دولية مشتركة
يشترك البلدان في عضوية مجموعة من المنظمات الدولية، منها:
| علم المنظمة | اسم المنظمة                        | تاريخ انضمام تونس | تاريخ انضمام طاجيكستان |
| ----------- | ---------------------------------- | ----------------- | ---------------------- |
|             | مؤسسة التنمية الدولية              | 30 ديسمبر 1960    | 4 يونيو 1993           |
|             | مؤسسة التمويل الدولية              | 25 يوليو 1962     | 2 ديسمبر 1994          |
|             | منظمة حظر الأسلحة الكيميائية       | ?                 | ?                      |
|             | الأمم المتحدة                      | 12 نوفمبر 1956    | 2 مارس 1992            |
|             | الاتحاد الدولي للاتصالات           | 14 ديسمبر 1956    | 28 أبريل 1994          |
|             | منظمة التعاون الإسلامي             | ?                 | ?                      |
|             | منظمة الشرطة الجنائية الدولية      | ?                 | ?                      |
|             | الاتحاد البريدي العالمي            | ?                 | ?                      |
|             | البنك الدولي للإنشاء والتعمير      | 14 أبريل 1958     | 4 يونيو 1993           |
|             | وكالة ضمان الاستثمار متعدد الأطراف | 7 يونيو 1988      | 9 ديسمبر 2002          |
|             | يونسكو                             | 8 نوفمبر 1956     | 6 أبريل 1993           |
|             | الفريق المعني برصد الأرض           | ?                 | ?                      |

## وصلات خارجية
- موقع وزارة الخارجية التونسية